# 1110'erne
Århundreder: 11. århundrede – 12. århundrede – 13. århundrede
Årtier: 1060'erne 1070'erne 1080'erne 1090'erne 1100'erne – 1110'erne – 1120'erne 1130'erne 1140'erne 1150'erne 1160'erne
År: 1110 1111 1112 1113 1114 1115 1116 1117 1118 1119